# Otto Liman von Sanders
Otto Liman von Sanders (Stolp, 17 febbraio 1855 – Monaco di Baviera, 22 agosto 1929) è stato un generale tedesco, capo della missione militare tedesca nell'Impero ottomano durante la prima guerra mondiale, conosciuto come "Liman Paşa" o "Leone di Gallipoli".

## Biografia
Otto Liman Von Sanders apparteneva ad una nobile famiglia prussiana della Pomerania. Come molti altri prussiani di famiglia aristocratica Liman Von Sanders entrò nell'esercito, dove raggiunse il grado di tenente generale.
Come diversi altri generali prussiani prima di lui, fra cui von Moltke e von der Goltz, nel 1913 fu posto al vertice della missione militare tedesca presso l'Impero ottomano. Erano circa ottant'anni che l'impero ottomano provava a modernizzare il proprio esercito per allinearlo ai sistemi europei; Liman von Sanders fu l'ultimo militare tedesco a cui fu affidato questo compito. Inizialmente Liman si fece una opinione molto negativa sui vertici politici ottomani e sull'esercito.
Grazie a von Sanders e a Kemal Atatürk, che si esposero anche di persona nelle trincee, l'Esercito ottomano riuscì a vincere la Campagna dei Dardanelli, infliggendo gravi perdite alle truppe da sbarco alleate.

## Opere
- Fünf Jahre Türkei. Von General der Kavallerie Liman von Sanders. August Scherl, Berlino 1920 (trad. frz. 1923, trad. ingl. 1928).